# LZ 129 Hindenburg
LZ-129 Hindenburg byla německá vzducholoď postavená společností Luftschiffbau Zeppelin. První let absolvovala 4. března 1936. Jejím provozovatelem byla společnost Deutsche Zeppelin-Reederei. Dne 6. května 1937 byla zničena požárem při přistávání na letišti Lakehurst v New Jersey. Při letecké nehodě z 97 osob na palubě zahynulo třináct pasažérů a 22 členů posádky. Dále zemřel jeden člen pozemního personálu. Celkem si katastrofa vyžádala 36 životů.

## Vzducholoď Hindenburg

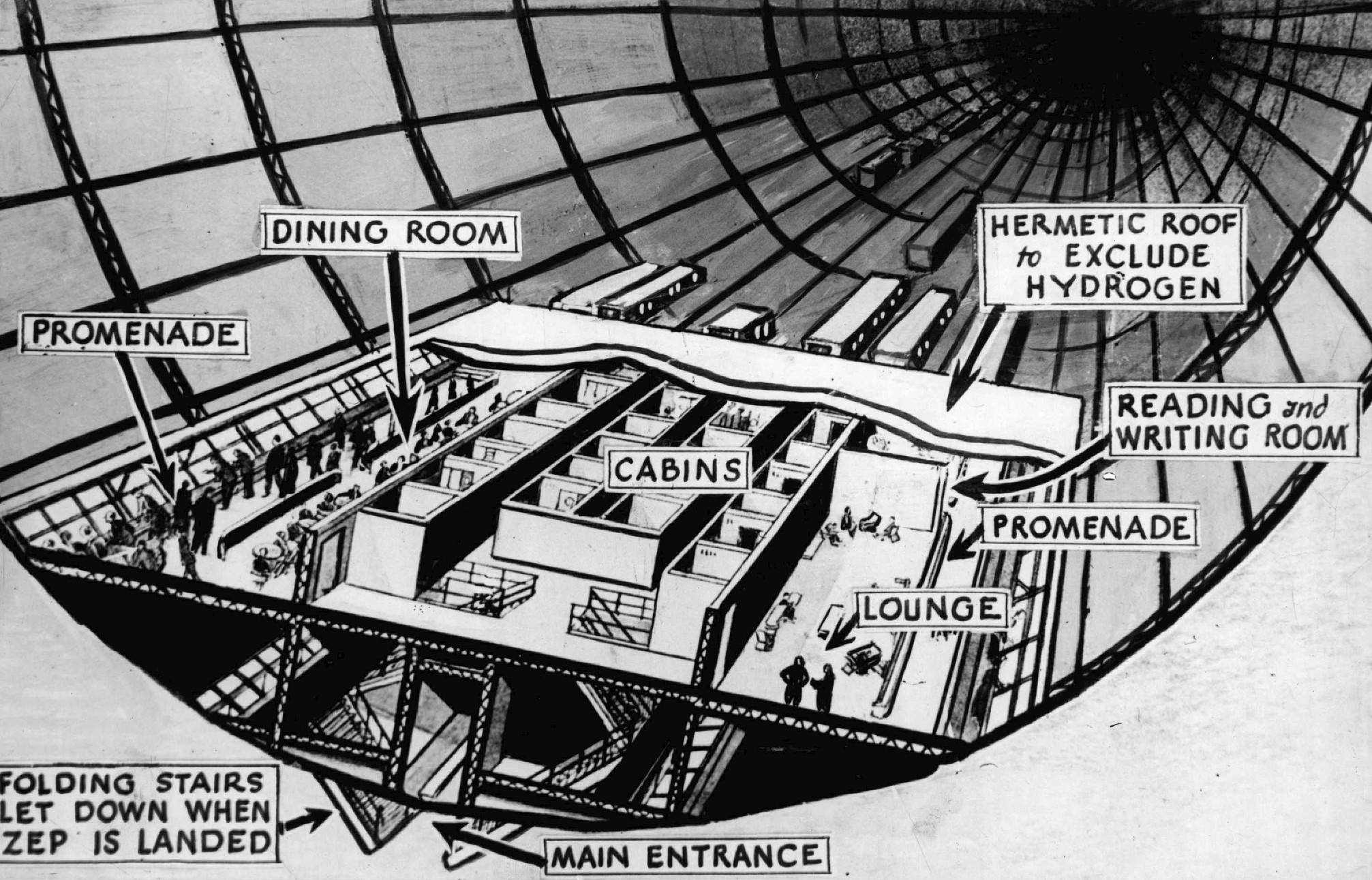
Vnitřní uspořádání vzducholodě Hindenburg

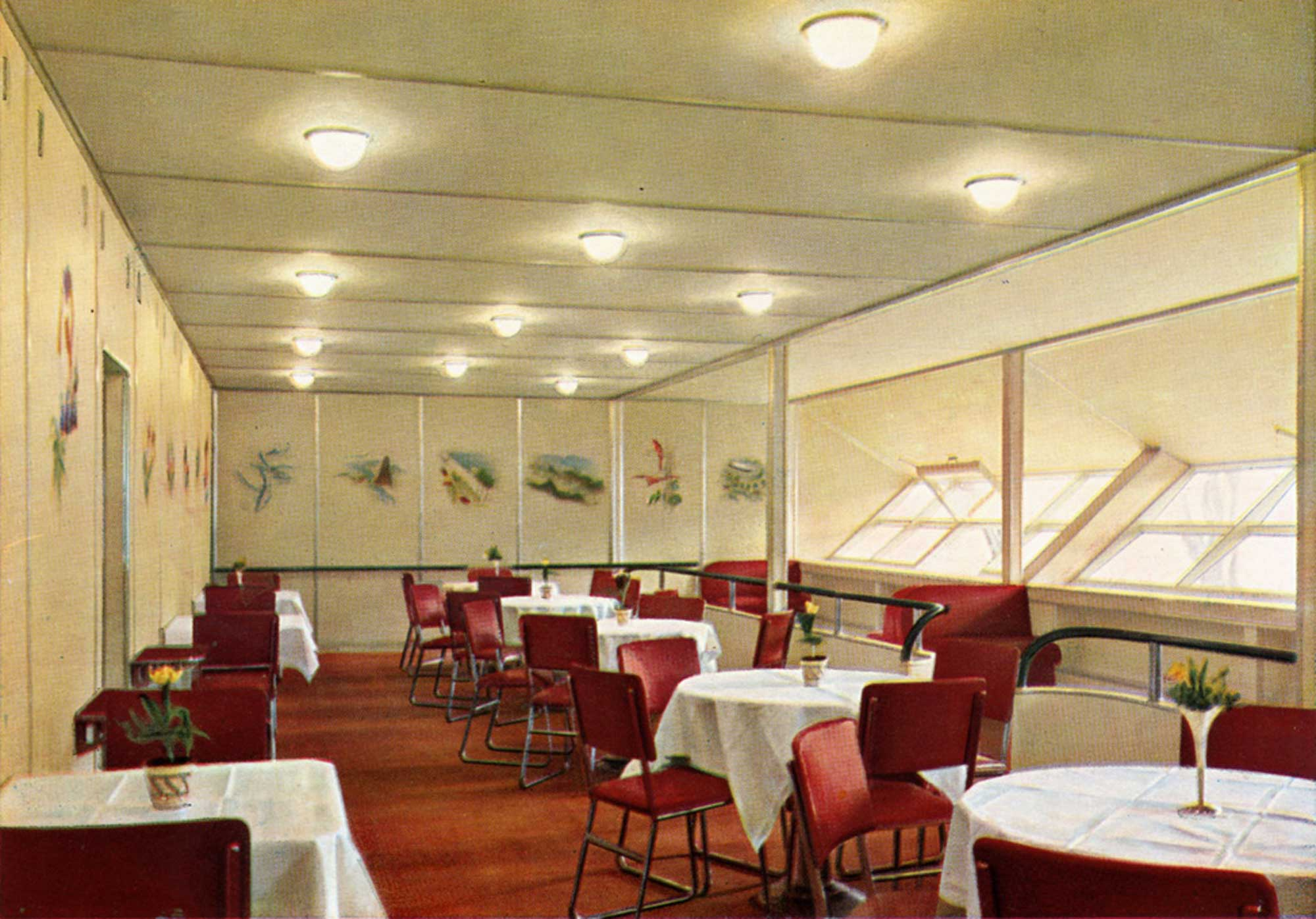
Jídelna na palubě vzducholodě Hindenburg

Vzducholoď LZ 129 Hindenburg byla, spolu se svou sesterskou lodí LZ 130 Graf Zeppelin, největším létajícím strojem všech dob. Byla pojmenována po říšském prezidentovi Paulu von Hindenburgovi. V roce 1935 ji sestrojila společnost Luftschiffbau Zeppelin s náklady v přepočtu 500 000 tehdejších liber. Měla zcela novou konstrukci z duralu. Byla 245 metrů dlouhá, tedy o 24 metrů kratší než Titanic. Měla asi 41 m v průměru, obsahoval zhruba 200 000 m³ plynu rozděleného do 16 oddílů s celkovým vztlakem cca 240 tun, z čehož 112 tun bylo užitečné zatížení. Poháněly ji čtyři dieselové motory Mercedes-Benz, každý o výkonu 890 kW; umožňovaly maximální rychlost 135 km/h. Potah byl vyroben z bavlny impregnované směsí oxidu železa a acetátu celulózy a potažené hliníkovým prachem.
Hindenburg mohl nést 72 pasažérů (50 při transatlantickém letu), 61 členů posádky a náklad (v nákladním prostoru na zádi se dokonce přepravovaly i malé automobily). V zájmu lepších aerodynamických vlastností byly kabiny pasažérů umístěny uvnitř trupu, nikoli v podvěšených gondolách, jak bývalo dříve obvyklé. Interiér nabízel na leteckou dopravu nebývalý prostor a luxus: teplá jídla, sprchy se studenou i teplou vodou, v klubovně na vyhlídkové palubě hrál dokonce pianista na duralové piáno. Cena letenky byla srovnatelná s levnějším automobilem.
Původní plán počítal s plněním heliem, ale vojenské embargo Spojených států přinutilo německé konstruktéry změnit projekt a použít jako nosný plyn vysoce hořlavý vodík. Produkce helia kromě toho v USA tehdy nestačila ani pro americké vzducholodě a nikde jinde se helium nevyrábělo.[zdroj?] Protože však vodík poskytuje oproti héliu ve vzduchu zhruba o 10 % větší vztlak, mohly být při úpravách přidány i další kabiny pro pasažéry. S používáním vodíku ve vzducholodích již měli Němci zkušenosti, takže pro ně změna neznamenala důvod ke znepokojení. Pro známá rizika vodíku obsahovala konstrukce Hindenburgu různé bezpečnostní prvky, které měly zabránit požáru v případě úniku plynu, a potah byl speciálně upraven tak, aby se zabránilo jiskrám, které by mohly způsobit požár. Jejich víra v bezpečnost zacházení s vodíkem byla tak vysoká, že na Hindenburgu byla dokonce i kuřárna.
Dne 4. března 1936 Hindenburg ve Friedrichshafenu odstartoval ke svému prvnímu letu. Vzducholodi velel Hugo Eckener, předseda představenstva společnosti Luftschiffbau Zeppelin GmbH. Na palubě bylo celkem 87 osob.
V červnu téhož roku provedl rekordní dvojnásobný přelet Atlantiku v čase 5 dní, 19 hodin a 51 minut.

## Katastrofa

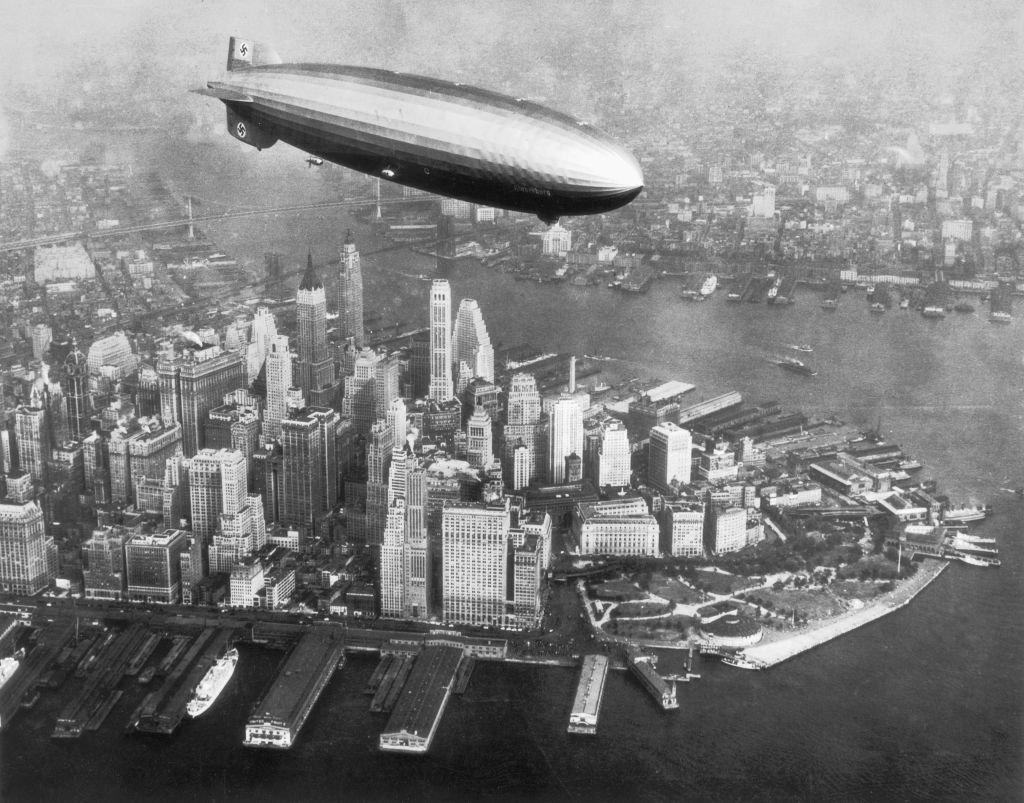
Vzducholoď Hindenburg letící nad New Yorkem

Dne 3. května 1937 odstartoval Hindenburg z frankfurtského letiště na první z řady osmnácti plánovaných transatlantických letů. Kvůli protivětru nabral zpoždění již při přeletu oceánu. Při příletu k New Yorku byla nad New Jersey bouře, proto vzducholoď město dvakrát obkroužila a k letišti Lakehurst dorazila s půldenním zpožděním pozdě odpoledne 6. května. V 19:00 byla zahájena přistávací operace. V 19:21 bylo na zem shozeno první přistávací lano a pozemní personál začal s upoutáváním vzducholodi. O čtyři minuty později, když byl Hindenburg ve výšce asi 60 metrů, vzplanul v zadní části požár a během 34 sekund celá vzducholoď shořela. Z celkem 36 pasažérů a 61 členů posádky při katastrofě zahynulo 13 cestujících a 22 členů posádky. O život přišel i jeden ze členů pozemního personálu. Rozsáhlé popáleniny utrpěl i kapitán Max Pruss, přesto ještě zachránil 5 lidí z hořících trosek.
Ke „slávě“ katastrofy bezesporu přispělo na tu dobu nezvykle dokonalé zpravodajské pokrytí. Na letišti na Hindenburg totiž čekalo velké množství reportérů, takže existuje záznam rozhlasového zpravodajství Herberta Morrisona, filmový záznam a velké množství fotografií. Morrisonovo zpravodajství bylo vysíláno později téhož dne a stalo se jednou z nejznámějších rozhlasových událostí historie. Existující moderní verze kombinující filmový záznam s úryvky z Morrisonovy reportáže je z mnohem pozdější doby.

### Příčiny

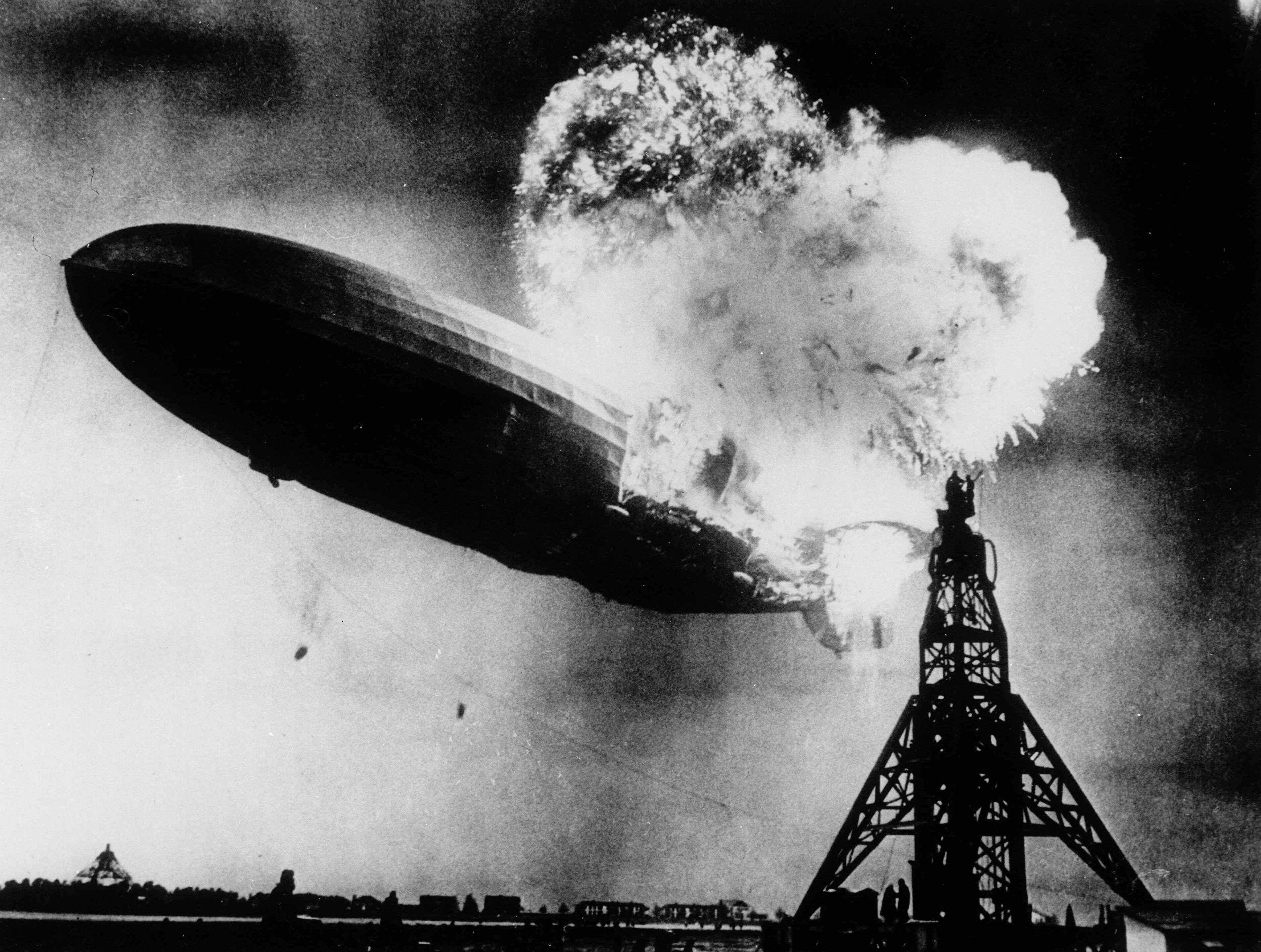
Výbuch vzducholodě Hindenburg

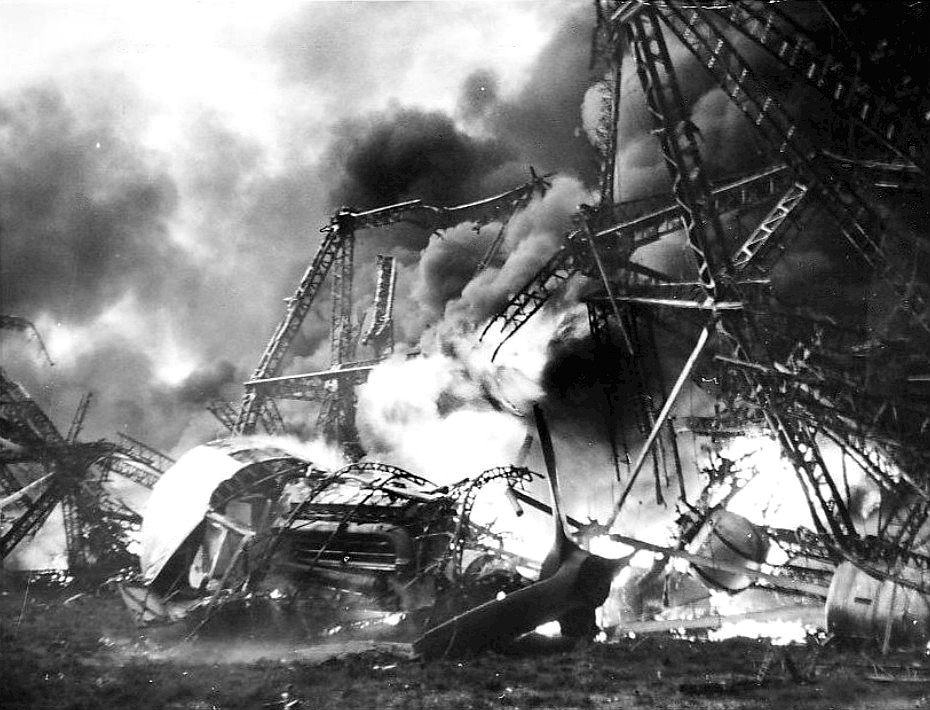
Hořící trosky Hindenburgu

O příčinách katastrofy se dodnes vedou spory, existuje několik teorií:
Těsně po katastrofě se zcela běžně vyskytovala teorie sabotáže, kterou prosazovali především zástupci firmy Zeppelin, hlavně Hugo Eckener, bývalý předseda společnosti. Vzducholodi Zeppelin byly považovány za symboly Německa a nacistické moci, čímž mohly být lákavým cílem jak pro protivníky nacistů, tak pro soupeřící frakce uvnitř nacistické strany. Teorii také nahrávalo to, že podle záznamů požár vznikl uprostřed zadní části vzducholodi, daleko od kotvicích lan. Tuto teorii však v průběhu vyšetřování nepodpořily žádné konkrétní důkazy.
Ačkoliv to nelze prokázat, za nejpravděpodobnější se dnes považuje, že požár způsobila jiskra, která vznikla z nashromážděné statické elektřiny. Pro tuto teorii svědčí fakt, že vzducholoď nebyla konstruována tak, aby se na ní mohl elektrický náboj volně rozprostřít, a potah byl od hliníkové kostry oddělen nevodivými šňůrami z ramie. Při letu prošla vzducholoď přes frontu, kde kotvicí lana zvlhla a stala se vodivými. Při tření vzducholodi o vzduch na jejím povrchu vzniká elektrický náboj. Ve chvíli, kdy se kotvicí lana připojená ke kostře dotkla země, uzemnila se tím celá hliníková kostra. To způsobilo, že mezi potahem a kostrou přeskočil elektrický výboj. Podle svědků bylo před požárem kolem vzducholodi vidět světélkování podobné ohni Svatého Eliáše.
Další populární teorie, kterou zastává např. přední americký odborník na vyšetřování leteckých katastrof Greg Feith, odkazuje na filmový záznam nehody, na kterém je těsně před vzplanutím vidět poměrně prudký obrat vzducholodi. Instrukce vštěpované posádce při výcviku přitom vyžadovaly, aby se vzducholoď takovýmto manévrům vyhýbala, protože příliš zatěžovaly její relativně křehkou konstrukci v oblasti zádě. Někteří odborníci proto předpokládají, že při obratu došlo k prasknutí jedné z výztuh kostry vnějšího pláště, která poté při zpětném zášvihu prorazila jeden ze záďových oddílů, čímž způsobila masívní únik vodíku. Unikající vodík byl následně zapálen přeskokem výše zmíněného statického náboje mezi kotevními lany uzemněnou kostrou a dosud nevybitým vnějším pláštěm. Pro tuto teorii svědčí nejen svědectví některých přihlížejících, podle nichž nahoře na zádi povlávaly kousky pláště, což mohlo znamenat únik vodíku, ale především potíže s vyvažováním vzducholodi během poslední fáze manévru, kdy nečekané náhlé ztěžknutí zádě přinutilo posádku nejen vypustit veškerou vodní zátěž na zádi, ale dokonce i přesunout členy posádky ze zádě na příď, protože samotné vypuštění zadní zátěže nestačilo.
Další oblastí sporů kolem katastrofy je, kterou látku jiskra zapálila. Kromě evidentní možnosti, že hořel samotný vodík, existuje teorie, že mohl vzplanout potah, který obsahoval hořlavé materiály, zejména nátěr, který měl látku chránit před účinky slunečního záření a kterým byla vzducholoď opatřena před odletem. Pro tuto teorii svědčí oranžová barva plamene zaznamenaná na filmový záznam, neboť vodík hoří bezbarvým plamenem.

### Důsledky

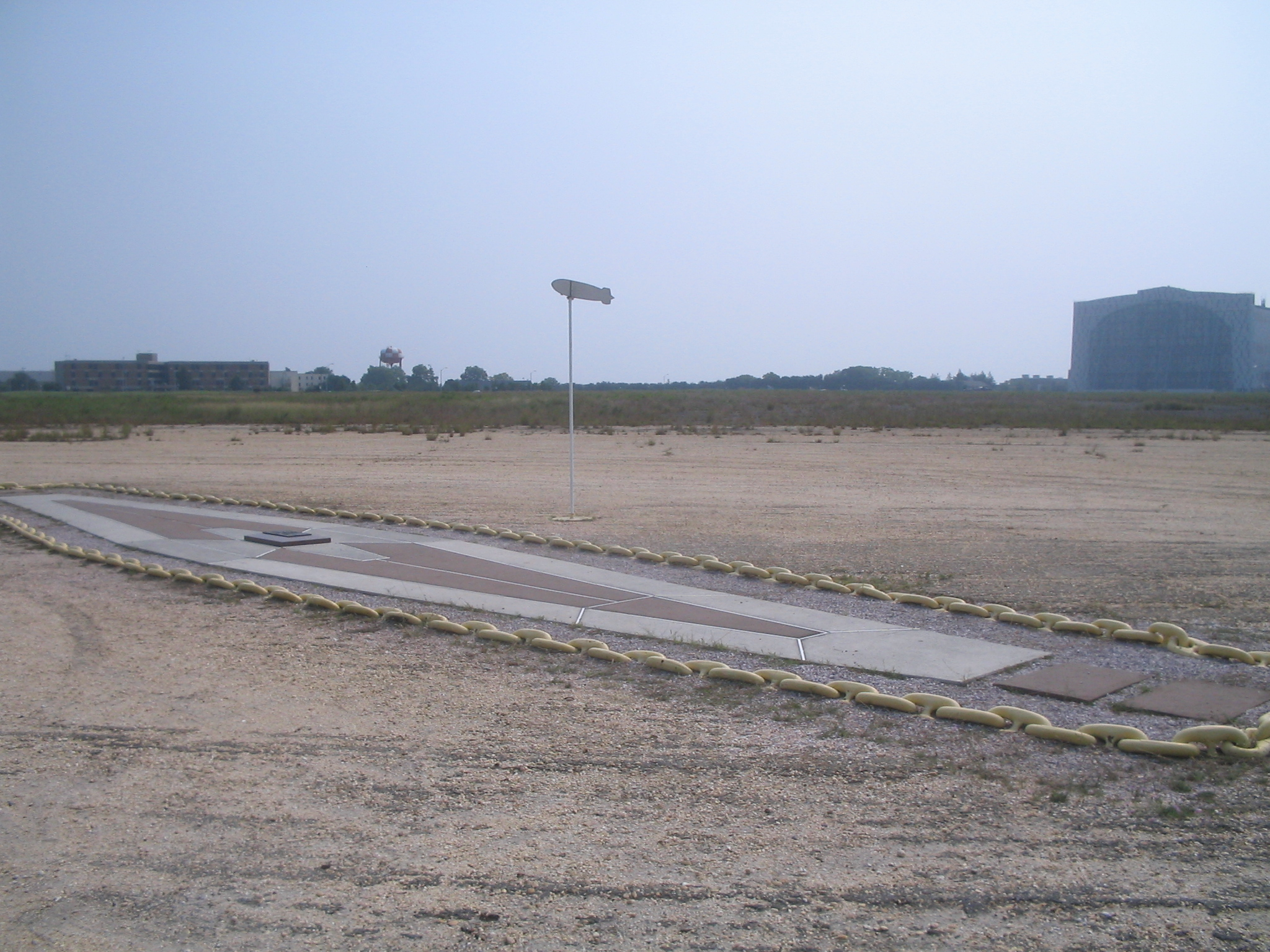
Památník v místě katastrofy

Už před nehodou Hindenburgu došlo k řadě nehod vzducholodí, většinou způsobených špatným počasím. Žádná vážnější nehoda se však netýkala Zeppelinů, ty držely pozoruhodný rekord v bezpečnosti letecké dopravy; např. LZ 127 Graf Zeppelin bezpečně nalétal více než 1,6 miliónu kilometrů, mj. i první úplný oblet zeměkoule a dopravil 12 000 pasažérů. Firma Zeppelin hrdě zdůrazňovala, že na jejích vzducholodích se nikdy nezranil jediný pasažér.
Katastrofa Hindenburgu to zcela změnila. Efektní filmové záběry a vzrušený rozhlasový komentář přímo z místa neštěstí zcela zničily důvěru veřejnosti ve vzducholodě. Taková negativní publicita znamenala konec Zeppelinů a dopravy prostřednictvím ohromných vzducholodí vůbec. Sesterský stroj Hindenburgu LZ 130 Graf Zeppelin létal ještě dva roky na výzvědné a propagační lety, ale to už byla jen labutí píseň, ukončená začátkem 2. světové války.

## Specifikace

Porovnání vzducholodi Hindenburg s největšími letouny

### Technické údaje
- Posádka: cca 40
- Kapacita: cca 50 cestujících v LZ-129 (později zvýšeno na 72), 40 cestujících na LZ-130
- Délka: 245,3 m
- Průměr: 41,2 m
- Objem: 200 000 m³
- Užitečné zatížení: 10 000 kg
- Pohonná jednotka: 4× 16 válcový dieselový motor Daimler-Benz DB 602, každý o výkonu 890 kW (1200 k)
- Zásoba paliva: 3 770 kg

### Výkony
- Maximální rychlost: 131 km/h